# Пеньон-де-Архель
Пеньо́н-де-Архе́ль (исп. Peñón de Argel) — крохотный островок (пеньон) прямо напротив касбы Алжира на побережье Средиземного моря. В средние века остров был соединён с побережьем песчаной косой.

## История
В 1510 году испанцы, пытаясь закрепиться на североафриканском побережье Средиземного моря захватили маленький островок прямо напротив Алжира. Несмотря на крайне ограниченные размеры островка, испанцы построили на нём укреплённую крепость. Гарнизон крепости составлял 200 человек. Местный султан признал себя вассалом Испанской империи и принёс клятву верности Фердинанду II.
Крепость устояла во время захвата Алжира в 1516 году Аруджем Барбаросса, однако остров с крепостью был захвачен в 1529 году Хайр-ад-Дином Барбаросса в ходе войны за Алжир. Барбаросса снёс испанские укрепления как символ испанского присутствия в регионе.